# Eurosport
 (mai 2018).
Le Groupe Eurosport s'est construit autour de la chaîne de télévision sportive pan-européenne Eurosport, diffusée par câble, satellite, télévision numérique terrestre, télévision sur IP, ainsi que sur les applications pour smartphone et ordinateur. Il appartient au groupe américain Warner Bros. Discovery, via sa division TNT Sports.
Eurosport propose un large éventail de sports, allant de la Coppa Italia au rallye Dakar, en passant par les Jeux olympiques d’hiver et d’été, le Tour de France, les 24 Heures du Mans, l'Open d'Australie, l'US Open, les Tournois ATP, Roland Garros (droits de diffusion pour l’Espagne, la Pologne, l’Allemagne, le Royaume-Uni, l’Italie) le Tour d'Italie, le Tour d'Espagne, les Championnats du monde d'athlétisme, les Ligues des Champions de handball, une grande partie du circuit mondial de billard, les sports d’hivers, etc.
Eurosport est diffusée dans la quasi-totalité des pays d’Europe dans la langue maternelle du pays, parfois  avec des publicités locales dans certains pays ou internationales dans les autres. Même si des chaînes de sport existent dans de nombreux pays, Eurosport reste la seule chaîne pan-européenne.
Il existe plusieurs chaînes Eurosport :
- Eurosport 1 (anciennement Eurosport) (déclinaisons en France, Royaume-Uni, Allemagne, Pays nordiques, Grèce, Hongrie, Portugal, Pologne, République tchèque, Roumanie, Russie, Scandinavie, Serbie, Turquie, Asie, Pacifique, ainsi qu'une version 3D) ;
- Eurosport 2 (déclinaisons en France, Royaume-Uni, Allemagne, Europe du Nord-Est, Grèce, Hongrie, Pologne, Portugal, République tchèque, Roumanie,  Russie, Scandinavie, Serbie, Turquie).

Sur l'ensemble de ses réseaux, Eurosport diffuse plus de 100 sports différents.
- Eurosport 360

En France, les chaînes Eurosport 1 et Eurosport 2 sont disponibles dans les offres Canal+, Bouygues Telecom, Free avec TV By Canal et sur Prime Video (Amazon) avec le Pass Warner. Le multicanal Eurosport 360 est mis en service via le bouquet Canal+ et l’application MyCanal lors des grands événements en direct afin d'avoir une retransmission complète ou (quasi) complète en simultané. Le catalogue est également accessible via son offre numérique, sur l'application Eurosport et sur Eurosport.fr.

## Histoire d'Eurosport
Eurosport est lancée en février 1989 avec 4 pays en anglais, en néerlandais, en allemand et en français. Un consortium de 14 chaînes de l'Union européenne de radio-télévision (UER) associé à l'opérateur privé Sky Television qui opère la chaîne.
En 1991, Sky Television fusionne avec British Satellite Broadcasting (BSB) pour former BSkyB. En proie à des problèmes financiers et à la suite d'une décision de la Commission européenne en février déclarant la chaîne contraire aux règles de concurrence européenne, Sky décide de céder ses parts et la chaîne cesse d'émettre le 3 mai,. Le groupe TF1 en prend alors le contrôle et la chaîne émet à nouveau le 22 mai 1991. Elle est diffusée peu après sur le satellite SES Astra 1B .
Face à l'inflation des droits sportifs, Eurosport et son concurrent Screensport décident de fusionner le 15 mars 1993. De cette fusion naissent Eurosport France (fusion de la version française d'Eurosport avec TV Sport) et Eurosport international (fusion de la version internationale d'Eurosport avec Screensport).
Le capital des deux nouvelles chaînes est alors partagé entre les trois actionnaires des deux réseaux d'origine : le groupe Canal+ et l’opérateur américain ESPN (Entertainment Sport Programming Network) qui contrôlent The European Sport Network (Screensport/TV Sport/Sportkanal) et le groupe TF1 qui possède alors Eurosport. En juin 2000, ESPN, groupe détenu par The Walt Disney Company, se retire du capital, et en revend les 33 % qu'il détient pour 155 millions de dollars. Ce retrait permet au groupe TF1 de porter sa participation à 50,5 % dans Eurosport International, le groupe Canal+ en détenant 49,5 %.
Le 31 janvier 2001, le groupe TF1 devient l'unique actionnaire d’Eurosport International et Eurosport France, en rachetant les participations du groupe Canal+ (39 %) et de Havas Images (25 %).
Le 21 décembre 2012, la société américaine Discovery Communications entre au capital d’Eurosport à hauteur de 20 %, les 80 % restants étant détenus par le Groupe TF1.
Le 1er juin 2013, Laurent-Éric Le Lay quitte son poste de PDG du groupe après sa nomination au poste de directeur général de TF1 Publicité. Il est remplacé par Jean-Thierry Augustin, qui devient directeur général, et Philippe Denery en tant que président non-exécutif qui détient également le poste de directeur financier du groupe TF1.
Le 23 juillet 2015, TF1 finalise la vente de la chaîne et vend les 49 % du capital de la chaine à Discovery Communications.
En 2015, Eurosport redevient une exclusivité Canal+ en quittant les FAI le 26 février puis Numericable le 10 août.
Au mois d'octobre 2019, Eurosport acquiert les droits de diffusion des JO 2020 que détient alors Canal+. Le groupe Eurosport possède déjà les droits des retransmissions payantes pour les JO d'hiver 2022 et les JO d'été 2024.
Début novembre 2020, alors que la crise du Covid paralyse encore l'économie, la direction annonce que 59 postes seront supprimés au bureau parisien qui réunit Eurosport France, Eurosport International et Discovery France. Cette saignée représente plus de 10 % des effectifs présents dans ce bureau et a été motivée par une perte de revenus. Les techniciens vidéo et le personnel chargé de la gestion de l'antenne sont parmi les plus vulnérables face à ce plan social qui intervient alors que le chiffre d'affaires mondial de Discovery, la maison mère, a reculé au troisième trimestre 2020 de 4 %, à 2,56 milliards de dollars, tandis que le résultat net a chuté de 40 %, à 948 millions sur la même période.
Début septembre 2021, Discovery annonce qu'elle va rebaptiser la chaîne Eurosport Events qui s'appellera désormais Discovery Sports Events. Derrière ce changement de nom, la direction table sur un programme ambitieux puisqu'elle diffusera sur les cinq continents 55 événements à l'horizon 2024 contre 28 en 2021.
En janvier 2023, Warner Bros. Discovery officialise la prolongation des droits de diffusion des Jeux Olympiques en Europe jusqu'en 2032 via l'accord liant le Comité International Olympique à l'Union Européenne de Radio-Télévision.

## Informations financières
|                                           | 2007 | 2008 | 2009 | 2010 | 2011 | 2012 | 2013 | 2014 | 2015 | 2016  | 2017  | 2018  | 2019 | 2020 |
| ----------------------------------------- | ---- | ---- | ---- | ---- | ---- | ---- | ---- | ---- | ---- | ----- | ----- | ----- | ---- | ---- |
| Chiffre d'affaires en millions d'euros    | 259  | 294  | 299  | 345  | 351  | 390  | 381  | 384  | 396  | 407   | 451   | 501   | 492  | 350  |
| Résultat net en millions d'euros (+ ou -) | + 12 | + 8  | + 22 | + 21 | + 40 | + 32 | + 48 | + 41 | + 37 | - 270 | + 0,8 | - 307 | + 54 | - 63 |
| Effectif moyen annuel                     | 486  | 491  | 498  | 491  | 500  | 523  | 572  | 533  | 549  | 769   | 781   | 762   | 748  | 663  |

## Identité visuelle
Le 12 novembre 2015, Eurosport dévoile une nouvelle identité visuelle.

Logo du 5 février 1989 au 24 juin 1994.
Logo du 24 juin 1994 à janvier 2001.
Logo de février 2001 à avril 2011.
Logo d'avril 2011 au 12 novembre 2015.
Logo depuis le 12 novembre 2015.

### Déclinaison du logo pour Eurosport HD (2008-2015)

Logo d'Eurosport HD de 2008 à 2009.
Logo d'Eurosport HD de 2009 à avril 2011.
Logo d'Eurosport HD d'avril 2011 au 12 novembre 2015.

## D'une chaîne à un groupe, les dates clés
- 1989 : lancement de la chaîne Eurosport
- 1999 : création du premier site internet Eurosport.com
- 2000 : lancement de la chaîne d’information continue Eurosport News
- 2003 : Eurosport Mobile est disponible
- 2005 : lancement de la chaîne nouvelle génération Eurosport 2
- 2005 : Eurosport Events organise de grands événements sportifs
- 2007 : lancement d'Eurosport Player
- 2008 : lancement d'Eurosport HD
- 2009 : Eurosport crée Eurosportbet.co.uk, site de paris en ligne
- 2009 : la chaîne est disponible sur la PlayStation Portable (France, Belgique, Suisse romande, Monaco) et Nintendo 3DS
- 2010 : Eurosport s’associe à Panasonic pour créer Eurosport 3D
- 2010 : l'application Eurosport est désormais disponible sur Android, BlackBerry et iOS
- 2011 : le 5 avril, l'ensemble des chaînes du groupe accueille la nouvelle identité sonore et visuelle[16]
- 2012 : le 3 janvier, en France, les chaînes Eurosport (HD) et Eurosport 2 sont diffusées sur l'ADSL
- 2012 : depuis la fin d'année, Eurosport 2 HD est désormais diffusée dans toute l'Europe (depuis 2008 en Europe du Nord-Est)
- 2013 : à l'occasion de l'US Open, Eurosport lance Eurosport 360 HD qui propose en continu jusqu'à huit courts de l'open de tennis en direct sur SKY Allemagne.
- 2015 : les chaines Eurosport et Eurosport 2 sont diffusées à nouveau en exclusivité sur Canal
- 2015 : Eurosport devient Eurosport 1
- 2021 : fin de l'exclusivité avec Canal+ et retour des chaînes Eurosport 1 et Eurosport 2 sur les réseaux Bouygues Telecom et Free.

## Dirigeants du Groupe
- Président, directeur général : Andrew Georgiou
- Directeur général adjoint chargé du digital : Paul Rehrig
- Directeur général adjoint chargé des solutions marketing : Mike Rich
- Senior Vice-président chargé des contenus : Scott Young
- Vice-président chargé des finances : Nimesh Kataria
- Vice-présidente chargée des affaires juridiques : Erlinda Tabla

## Diffusion
Les chaînes à destination du Royaume-Uni, de la Norvège, de la Finlande, du Danemark et de la Suède sont diffusés depuis le siège situé à Chiswick près de Londres. Les autres chaînes européennes sont diffusées depuis le centre de production d'Issy-les-Moulineaux, près de Paris. La chaîne Eurosport à destination du sous continent indien est quant à elle diffusée depuis Mumbai.

### Eurosport International
Il s'agit de la chaîne historique. Émise dans plus de 120 millions de foyers sur 59 pays, en vingt langues. Environ 95 % des téléspectateurs européens reçoivent Eurosport dans leur langue maternelle. Environ 22 millions de téléspectateurs uniques regardent Eurosport pendant, en moyenne, 25 minutes par jour.
Depuis 1989, ce sont plus de 6 000 heures par an d’événements exclusifs retransmis sur Eurosport.
En mai 2008, la version en haute définition (HD) de la chaîne est proposée à cinq millions de foyers, dans 33 pays, et en dix-huit langues.

### Eurosport 2 International
Lancée en janvier 2005, elle se présente comme « la chaîne de sports nouvelle génération ». Elle couvre 40 millions de foyers dans 46 pays, et ce en quinze langues. Depuis son lancement, elle réalise en moyenne 2 200 heures de direct par an.
En novembre 2012, la version HD est lancée dans toute l'Europe. Elle est alors disponible en Europe du Nord-Est depuis 2008.

### Eurosport News
En septembre 2000 est lancée la chaîne d’information en continu entièrement consacrée au sport, Eurosport News. Elle émet dans 12 millions de foyers dans 26 pays (en Europe, Asie et Pacifique), et en quatre langues.
La chaîne cesse définitivement sa diffusion le 1er janvier 2018.

### Eurosport 3D
Créée à l’occasion de Roland Garros 2010, la chaîne a diffusé dans toute l’Europe, en partenariat avec Panasonic, les matches disputés sur le court central. Pour la coupe du monde de football de 2010, la chaîne a diffusé en France (pour TF1 3D) cinq matches de prestige, allant du match d’ouverture à la finale.
Depuis, les événements sportifs majeurs produits en 3D ont trouvé leur place sur l'antenne avec notamment les  XXXe Jeux olympiques d'été à Londres en 2012.

### Eurosport 360 HD
Créé à l’occasion de l'US Open 2013, le bouquet peut atteindre jusqu'à huit chaînes permanentes, diffusées sur les bouquets satellite ou câble.
SKY Deutschland fournit le premier ce service, avec la diffusion en continu les courts les plus prestigieux de l'open de tennis américain. Suivront les opens d'Australie et de France, ou encore la saison des sports blancs.
Elle a été lancée en France en 2016 en exclusivité sur CanalSat.

#### Autres médias du groupe
- Eurosport.com

Huit millions d’utilisateurs uniques par jour des onze déclinaisons du site lancé en 1999 ont fait de ce dernier le premier site sportif européen. Une étude menée à l'université de Princeton en 2017 montre que le site eurosport.fr est alors susceptible d'enregistrer l’intégralité des actions d’un visiteur sur son site Web,.
- Eurosport Player

Plus de 50 000 vidéos à la demande sont disponibles sur le site, ainsi que la reprise des antennes d’Eurosport, Eurosport 2, Eurosport News, Eurosport 360 et autres événements en direct.
Le player est disponible depuis janvier 2008 dans 53 pays et en vingt langues. En janvier 2023, Eurosport fusionne ses sites d'actualité et de streaming sous l'unique destination, Eurosport.fr.
- Discovery Sport Events

En 2005 voit le jour la branche du groupe chargée de l’organisation, la promotion et du développement d’événements sportifs internationaux.
Discovery Sport Events est présent dans l'EWC (Endurance World Championship : Championnat du Monde d'Endurance FIM), le WTCR (World Touring Car Cup : Coupe du Monde des Voitures de Tourisme), l’ERC (European Rally Championship : Championnat d'Europe des Rallyes), ou encore les sports de voile.
- Eurosport Mobile

En 2003 voit le jour le site Eurosport Mobile, disponible dans 15 pays et en 12 langues.
Les applications Android et iOS ont déjà été téléchargées plus d’un million de fois, et l’application BlackBerry vient d’arriver.
- UNIBET

En 2009 est créé le site de paris sportifs en ligne Eurosport Bet.
Disponible dans un premier temps uniquement au Royaume-Uni, il est disponible en France depuis la coupe du monde de football 2010. En octobre 2010, le site propose aussi du poker en ligne ainsi que des paris hippiques. Eurosport fait partie du réseau OnGame Network pour le poker et s'est associé à GenyBet pour les paris hippiques. En 2012 EurosportBET devient Unibet.

## Programmes
Eurosport est entièrement consacrée au sport. Elle consacre surtout son antenne aux Jeux olympiques d'été et d'hiver, au tennis (entre autres, trois levées du Grand Chelem), au cyclisme (Tour de France, Vuelta d'Espagne, ProTour), aux sports mécaniques (WEC, Dakar), aux sports d'hiver (ski alpin, ski de fond, biathlon, saut à ski, snowboard, ski freestyle, combiné nordique, patinage artistique...), au handball, à l'athlétisme et au snooker.
En 2018, Eurosport perd les droits du Moto GP qu'elle possède depuis les débuts de la chaîne.
En 2019, Eurosport perd les droits de Roland-Garros en France au profit d’Amazon. En 2020, Eurosport perd les droits de la Pro D2 de rugby au profit de Canal+.

## Diffusion
Toutes les chaînes du groupe, hormis la version allemande, sont payantes.
Les commentaires des programmes sont rédigés en anglais et traduits par chacun des commentateurs dans leur propre langue. Les canaux anglais, français et allemand sont élaborés depuis Issy-les-Moulineaux, et les 17 autres langues depuis des sièges locaux. Les canaux audio sont ensuite regroupés et émis depuis le siège, à Issy-les-Moulineaux.
En février 2015, un accord est signé entre Eurosport France et Canalsat pour la diffusion des chaînes en exclusivité sur Canalsat, stoppant ainsi leur diffusion sur les bouquets de SFR, Bouygues Telecom et Orange France.
Fin 2020, le contrat de diffusion des chaînes Eurosport sur le bouquet Canal+ prend fin, ce qui fait qu'elles font leur retour sur les box Free et Bouygues Telecom et prochainement sur Prime Vidéo Channels via le Pass Warner.
En novembre 2024, le groupe Canal+ annonce le renouvellement de son accord de distribution des chaînes Eurosport pour ses abonnés en France et en Suisse. Ce partenariat permet aux abonnés Canal+ de continuer à accéder aux chaînes Eurosport 1 et Eurosport 2.